# Літературна премія імені Олександра Бєляєва
Літературна премія імені Олександра Бєляєва (Бєляєвська премія)  — щорічна російська літературна премія, що присуджується за науково-художні та науково-популярні твори. Названа на честь російського радянського письменника-фантаста Олександра Романовича Бєляєва.
Премією нагороджуються письменники, перекладачі, літературні критики, а також видавництва, паперові та мережеві періодичні видання.

## Історія
Літературна премія імені Олександра Бєляєва (або Бєляєвська премія — обидві назви рівноправні) була заснована в 1990 році секцією науково-художньої та науково-фантастичної літератури Ленінградської письменницької організації Спілки письменників СРСР. Генеральним спонсором в той час з ініціативи Бориса Черніна стало НВО «Буревісник». Присуджувалася премія за досягнення в області фантастичної і науково-художньої літератури, причому вручати її спочатку передбачалося раз в два роки. В силу жанрової спрямованості вона отримала назву Бєляєвської, оскільки Олександр Бєляєв був першим російським письменником-професіоналом, який працював в обох цих областях літератури.
Незабаром, вже в 1992 році, статус премії був переглянутий, і вона перетворилася в щорічну, що присуджується від імені Літературного благодійного Бєляєвського фонду і Спілки письменників Санкт-Петербурга. В такій якості вона проіснувала до 1997 року. Потім, внаслідок ліквідації Бєляєвського фонду, в її діяльності настала чотирирічна перерва.
У 2002 році новостворений Оргкомітет Бєляєвської премії вдруге переглянув її статус і відмовився від присудження премій за фантастику, оскільки різних нагород в цій галузі літератури існує більш ніж достатньо, тоді як твори науково-популярної, науково-художньої (або, ширше, просвітницької) літератури відзначаються лише премією «Просвітитель» (яка виникла пізніше, у 2008 році) та зрідка — в складі багатожанрова премій. З тих пір Бєляєвська премія щорічно присуджується виключно за досягнення в області просвітницької літератури.

## Статус
Літературна премія імені Олександра Бєляєва є почесною і не має (як правило) грошової складової. Вона складається з нагрудної медалі і диплома (для подвійних лауреатів — настільної медалі і диплома; для потрійних лауреатів — срібної нагрудної медалі і диплома), які вручаються від імені Оргкомітету Бєляєвської премії, Ради по фантастичній, пригодницькій та науково-художній літературі і Спілки письменників Санкт Петербурга.
На здобуття премії може бути висунуто твір будь-якого автора, що живе в Російській Федерації або за її межами, якщо воно написано і видано російською мовою. Правом висувати претендентів на премію (за винятком номінації «Спеціальна премія Журі») мають:
- самі автори;
- лауреати Бєляєвської премії попередніх років;
- письменники, незалежно від місця проживання і жанрової приналежності;
- видавництва, редколегії журналів і газет, а також будь-які засоби масової інформації;
- книготоргівельні організації.

Для висунення на премію необхідно передати до Оргкомітету письмове подання і не менше двох примірників книги (комплектів журналу, книжкової серії — в залежності від номінації).

## Номінації
Бєляєвська премія присуджується за сімома основними номінаціями:
Письменникам (прозаїкам, перекладачам, критикам)
- 1. За найкращу оригінальну просвітницьку книгу року російською мовою;
- 2. За найкращий переклад просвітницької книги на російську мову;
- 3. За найкращу оригінальну серію нарисів, присвячених будь-якій спільній темі, або розгорнуте есе;
- 4. За найкращий переклад на російську мову серії нарисів, присвячених будь-якій спільній темі, або розгорнутого есе;
- 5. За критику в області науково-популярної та науково-художньої літератури.

Видавництвам чи редакціям видавництв
- 6. За найкращу добірку просвітницької літератури, випущену протягом року, що передує врученню.

Журналам
- 7. За найцікавішу діяльність протягом року, що передує врученню.

Крім того, існують дві Спеціальні премії:
- Спеціальна премія Журі, що присуджується або в якості додаткової по одній з перерахованих вище розрядів, або за роботу, яка під ці розряди не підпадає, але гідна бути відзначеною;
- Спеціальна премія «Відновлення справедливості», якою відзначаються гідні роботи, в колишні роки (в тому числі — і до установи Бєляєвської премії) з яких-небудь причин не висунуті на здобуття нагороди.

## Журі премії
Спочатку Журі в числі семи осіб щорічно формувалося Бєляєвським фондом, а згодом — Оргкомітетом Бєляєвської премії з числа членів Спілки письменників Санкт-Петербурга як співзасновника премії. Однак в 2006 році завдяки тому, що кількість лауреатів премії досить зросла, стало можливим здійснення спочатку передбаченого варіанту: відтепер Оргкомітет формує Журі виключно з числа лауреатів Бєляєвської премії минулих років — таким чином, щоб склад щоразу змінювався приблизно на третину, за рахунок чого одночасно відбувається і його оновлення, і підтримуються традиції.
Журі розглядає всі висунуті номінаторами книги, журнали і видавництва — ніякого формування шорт-листа і, отже, розгляду в два тури не передбачено. Номінаційні списки оприлюдненню не підлягають.

## Лауреати
| 1990 | Лауреат                                                             | Номінація                           | Назва твору мовою оригіналу | Назва твору українською мовою та (або) підстава нагородження |
| --- | ------------------------------------------------------------------- | ----------------------------------- | --- | --- |
| 1990 | Брати Стругацькі                                                    | Фантастична книга                   | «Град обреченный» | «Град приречений» |
| 1990 | Андрій Столяров                                                     | Просвітницька книга                 | «Изгнание беса» | «Вигнання бісу» |
| 1990 | Олександр Снісаренко                                                | Науково-художня книга               | «Третий пояс мудрости. (Блеск языческой Европы)» | «Третій пояс мудрості (Блиск язичної Європи)» |
| 1993 | Василь Звягінцев                                                    | Фантастична книга                   | «Одиссей покидает Итаку» | «Одіссей залишає Ітаку» |
| 1993 | Олександр Щербаков                                                  | Переклад фантастичної книги         | Філіп Хосе Фармер «The Lovers» | «Коханці» |
| 1993 | Сергій Артамонов                                                    | Науково-художня книга               | «Литература Средних веков» | «Література Середніх століть» |
| 1993 | Андрій Балабуха                                                     | Критика                             | | Серія статей про англо-американських фантастів |
| 1993 | Видавництво «Северо-Запад»                                          | Добірка просвітницької літератури   | | Книги серії «Fantasy» |
| 1994 | Володимир Михайлов                                                  | Фантастична книга                   | «Капитан Ульдемир» | «Капітан Ульдемір» |
| 1994 | Андрій Лазарчук                                                     | Фантастична книга                   | «Священный месяц Ринь» | «Священний місяць Ринь» |
| 1994 | Олександр Щербаков                                                  | Переклад фантастичної книги         | Роберт Гайнлайн «The Moon Is a Harsh Mistress» | Роберт Гайнлайн «Місяць жорстко стелить» |
| 1994 | Лев Мінц                                                            |                                     | «Индейская книга» | «Індійська книга» |
| 1994 | Юлій Данилов                                                        | Переклад науково-художної книги     | Георгій Гамов «Приключения мистера Томпкинса» | Георгій Гамов «Пригоди містера Томпкінса» |
| 1994 | Видавництво «Северо-Запад»                                          | Добірка просвітницької літератури   | | Серія книг російських фантастів |
| 1995 | В'ячеслав Рибаков                                                   | Фантастична книга                   | «Гравилёт „Цесаревич“» | «Гравілет «Цесаревич»» |
| 1995 | Святослав Логінов                                                   | Фантастична книга                   | «Многорукий бог далайна» | «Багаторукий бог далайна» |
| 1995 | Генріх Альтшулер и Ігор Верткін                                     | Науково-художня книга               | «Как стать гением: Жизненная стратегия творческой личности» | «Як стати генієм: Життєва стратегія творчої особистості» |
| 1995 | Сергій Рязанцев                                                     | Науково-художня книга               | «Философия смерти» | «Філософія смерті» |
| 1995 | Тетяна Усова                                                        | Переклад фантастичної книги         | Пітер Біґл «The Last Unicorn» | «Останній єдиноріг» |
| 1995 | Видавництво «Полігон»                                               | Добірка просвітницької літератури   | Серия «Военно-историческая библиотека» | Серія «Військово-історична бібліотека» |
| 1995 | Віталій Бугров                                                      | Спеціальна премія Журі              | | За загальний внесок у розвиток російської фантастичної літератури |
| 1996 | Марія Семенова                                                      | Фантастична книга                   | «Волкодав» | «Вовкодав» |
| 1996 | Олександр Громов                                                    | Фантастична книга                   | «Мягкая посадка» | «М'яка посадка» |
| 1996 | Олександр Гузман                                                    | Переклад фантастичної книги         | Меріон Зіммер Бредлі «Darkover — The Bloody Sun» | «Дарковер — Криваве сонце» |
| 1996 | Валерій Каменкович, Сергій Степанов, Марія Трофімчік                | Критика                             | | Супровідні статті та коментарі до чотиритомника Дж. Р. Р. Толкіна |
| 1996 | Журнал «Вокруг света»                                               | Добірка просвітницької літератури   | Просветительская серия книг «Тайны тысячелетий» | Просвітницька серія «Таємниці тисячоліть» |
| 1996 | Анатолій Брітіков                                                   | Спеціальна премія Журі              | | За загальний внесок у розвиток російського фантастиковедення |
| 2001 | Олександр Сидорович                                                 | Спеціальна премія Журі              | за багаторічну діяльність на благо фантастичної літератури, особливо — за встановлення і щорічне проведення конвенту «Інтерпрескон»                                                                                         | за багаторічну діяльність на благо фантастичної літератури, особливо — за встановлення і щорічне проведення конвенту «Інтерпрескон»                                                                                |
| 2002 | Юрій Бойко                                                          | Науково-художня книга               | «Воздухоплавание» | «Повітроплавання» |
| 2002 | Михайло Ахманов                                                     | Переклад науково-художньої книги    | Джеймс Глейк «Chaos: Making a New Science» | Джеймс Глейк «Хаос. Створення нової науки» |
| 2002 | Антон Первушин                                                      | Серія науково-популярних публікацій | | Серія нарисів про космонавтику |
| 2002 | Видавництво «Амфора»                                                | Добірка просвітницької літератури   | Серия книг «Эврика» | Серія книг «Еврика» |
| 2002 | Журнали «Хімія та життя»                                            | Журнал                              | | За збереження найкращих традицій російських науково-популярних журналів |
| 2002 | Віктор Шнітке                                                       | Спеціальна премія Журі              | | За переклад повного зібрання «Листів» Арнольда Шенберга |
| 2002 | Людмила Ковнацька                                                   | Спеціальна премія Журі              | | За складання, підготовку у публікації та загальну редакцію повного зібрання «Листів» Арнольда Шенберга |
| 2003 | Маріанна Алфьорова                                                  | Науково-художня книга               | «История Древнего Рима» | «Історія Давнього Риму» |
| 2003 | Тетяна Грекова                                                      | Науково-художня книга               | «Тибетский лекарь кремлевских вождей» | «Тибетський лікар кремлівських вождів» |
| 2003 | Олександра Глебовська                                               | Переклад науково-художньої книги    | Умберто Еко «Six Walks in the Fictional Woods» | Умберто Еко «Шість прогулянок в літературних лісах» |
| 2003 | Ігор Алімов, Олексій Хісматулін та Олег Дівов                       | Серія науково-популярних публікацій | «Сосуды тайн. Туалеты и урны в культурах народов мира» | «Сосуди тайн. Туалети і смітники в культурах народів світу» |
| 2003 | Вадим Михайлін                                                      | Критика                             | Цикл эссе «Пространственно-магистические аспекты культуры» | Цикл ессе «Просторово-магнітні аспекти культури» |
| 2003 | Видавництво «АСТ»                                                   | Добірка просвітницької літератури   | Серия книг «Военно-историческая библиотека» | Серія книг «Військово-історична бібліотека» |
| 2003 | Маріїнський театр                                                   | Журнал                              | | За вражаючу здатність розповідати про музику мовою художньої прози |
| 2004 | Олег Коротцев                                                       | Науково-художня книга               | «Астрономия. Популярная энциклопедия» | |
| 2004 | Антон Первушин                                                      | Науково-художня книга               | | За рахунок вільної номінації |
| 2004 | Олександр Больних                                                   | Переклад науково-художньої книги    | Пол Кемп «His Majesty's Submarines», Семюель У. Мітчем «Rommel's Greatest Victory» та Брайан Скофілд «The Russian Convoys»                                                                                                  | За переклад книг Пола Кемпа «Підводні лодки Його Величності», Семюеля У. Мітчема «Велична перемога Роммеля» і Брайана Скофілда «Російські конвої»                                                                  |
| 2004 | Лев Куклін                                                          | Серія науково-популярних публікацій | | За серію художньо-публіцистичних ессе |
| 2004 | Видавництво «Вече»                                                  | Добірка просвітницької літератури   | За книги серии «100 великих…» | За книги серії «100 великих…» |
| 2004 | Журнал «Популярна механіка»                                         | Журнал                              | | за утвердження в новому періодичному виданні високих стандартів і традицій російських науково-популярних журналів за підсумками 2003 року                                                                          |
| 2004 | Анна Овчіннікова                                                    | Спеціальна премія Журі              | «Легенды и мифы Древнего Востока» | «Легенди і міфи Давнього Сходу» |
| 2005 | Олександр Ніконов                                                   | Науково-художня книга               | «Апгрейд обезьяны. Большая история маленькой сингулярности» | «Апгрейд мавпи. Велика історія маленької сингулярності» |
| 2005 | Сергій Шульц-молодший                                               | Науково-художня книга               | «Невская перспектива. От Адмиралтейства до Мойки» | «Невська перспектива. Від Адміралтейства до Мийки» |
| 2005 | Марія Курьонная, Ірина Тикманова, Анна Толстова                     | Переклад науково-художньої книги    | Кеннет Кларк «Nudity in art» | Кеннет Кларк «Оголеність в мистецтві» |
| 2005 | Олександр Желєзняков                                                | Серія науково-популярних публікацій | | За серію науково-художніх нарисів з історії космонавтики |
| 2005 | Видавництво «Яуза»                                                  | Добірка просвітницької літератури   | Книги серий «Совершенно секретно» и «Анти-» | Книги серій «Цілком таємно» і «Анти-» |
| 2005 | Мережевий журнал «MEMBRANA.RU»                                      | Журнал                              | | За недоступну традиційним науково-популярним виданням оперативність при збереженні традиційно високих вимог до якості публікованих матеріалів                                                                      |
| 2005 | Мережевий журнал «Гриби Ленінградської області»                     | Журнал                              | | За найбільш динамічний розвиток нового науково-популярного мережевого ресурсу. За рахунок вільної номінації |
| 2005 | Григорій Франтов                                                    | Спеціальна премія Журі              | «Единство мира природы» | «Єдність світу природи» |
| 2006 | Андрій Балабуха                                                     | Науково-художня книга               | «Когда врут учебники истории. Прошлое, которого не было» | «Коли брешуть підручники історії. Минуле, якого не було» |
| 2006 | Михайло Попов                                                       | Серія науково-популярних публікацій | «Эпоха НТР в зеркале культуры» | «Епоха НТР в дзеркалі культури» |
| 2006 | Видавництво «РТСофт»                                                | Добірка просвітницької літератури   | За книгу «Мировая пилотируемая космонавтика. История. Техника. Люди» | За книгу «Світова пілотована космонавтика. Історія. Техніка. Люди» |
| 2006 | Журнал «ДОСЬЕ»                                                      | Журнал                              | - | - |
| 2006 | Сергій Романовський                                                 | Спеціальна премія Журі              | «Притащенная наука» | "«Приталена наука» |
| 2006 | Олександр Гордон                                                    | Спеціальна премія Журі              | «Диалоги» | «Діалоги» (За рахунок вільної номінації) |
| 2006 | Анна Колєснікова, Анна Страхова                                     | Спеціальна премія Журі              | «Бал в России: XVIII — начало ХХ века» | «Бал в Росії: XVIII — початок ХХ століття» (За рахунок вільної номінації) |
| 2007 | Володимир Губарєв                                                   | Науково-художня книга               | «Секретный атом» | «Секретний атом» |
| 2007 | Микола Романєцкий                                                   | Серія науково-популярних публікацій | «Тринадцать мнений о нашем пути» | «Тринадцять думок про наш шлях» |
| 2007 | Видавництво «Алгоритм»                                              | Добірка просвітницької літератури   | Серия книг «Сверхдержава. Русский прорыв» | Серія книг «Наддержава. Російський прорив» |
| 2007 | Журнали «Вселенная. Пространство. Время» (Київ)                     | Журнал                              | - | - |
| 2007 | Леонід Смирнов                                                      | Спеціальна премія Журі              | | за підготовку і видання двотомника Анатолія Федоровича Брітікова «Вітчизняна науково-фантастична література» |
| 2008 | Борис Єгоров                                                        | Науково-художня книга               | «Российские утопии. Исторический путеводитель» | «Російські утопії. Історичний путівник» |
| 2008 | Борис Старостін                                                     | Переклад науково-художньої книги    | Станіслав Лем «Filozofia przypadku» | Станіслав Лем «Філософія випадку» |
| 2008 | Генадій Прашкевич                                                   | Серія науково-популярних публікацій | «Красный сфинкс. История русской фантастики от В. Ф. Одоевского до Бориса Штерна» | «Червоний сфінкс. Історія російської фантастики від В. Ф. Одоєвського до Бориса Штерна» |
| 2008 | Володимир Арєнєв                                                    | Критика                             | | за огляди науково-популярних книг в журналі «Світ фантастики» |
| 2008 | Видавництво «РИМИС»                                                 | Добірка просвітницької літератури   | Серия книг Моріса Клайна «Математика» | Серія книг Моріса Клайна «Математика» |
| 2008 | Журнали «Знание — сила: Фантастика»                                 | Журнал                              | | за традиційне жанрове розмаїття і широту тематики публікованих матеріалів |
| 2008 | Борис Черток                                                        | Спеціальна премія Журі              | «Ракеты и люди» | «Ракети і люди» |
| 2008 | Кир Буличов                                                         | Спеціальна премія Журі              | «7 и 37 чудес» | «7 и 37 чудес» |
| 2009 | Юрій Гордієнко                                                      | Науково-художня книга               | «Как сорвать джекпот науки в XXI веке» | «Як зірвати джекпот науки в XXI столітті» |
| 2009 | Олена Первушина                                                     | Науково-художня книга               | «Усадьбы и дачи петербургской интеллигенции XVIII — начала XX века. Владельцы, обитатели, гости» | «Садиби та дачі петербурзької інтелігенції XVIII — початку XX століття. Власники, мешканці, гості» |
| 2009 | Павло Качур, Олександр Глушко                                       | Науково-художня книга               | «Валентин Глушко. Конструктор ракетных двигателей и космических систем» | «Валентин Глушко. Конструктор ракетних двигунів і космічних систем» |
| 2009 | Лілія Бабушкіна                                                     | Переклад науково-художньої книги    | Нікола Тесла «Colorado Springs Notes, 1899—1900», «Articles», «Lectures» | Нікола Тесла «Колорадо Спрінгс. Щоденник, 1899—1900», «Статті», «Лекції» |
| 2009 | Констянтин Фрумкін                                                  | Серія науково-популярних публікацій | за серию очерков «К философии будущего» | за серію нарисів «До філософії майбутнього» |
| 2009 | Видавництво «Эксмо»                                                 | Добірка просвітницької літератури   | Серия книг «Eureka! Открытия, которое потрясли мир» | Серія книг «Eureka! Відкриття, які вразили світ» |
| 2009 | Журнали «Наука и жизнь»                                             | Журнал                              | | за вірність традиціям російської науково-популярної та науково-художньої літератури та журналістики |
| 2009 | Борис Сергєєв                                                       | Спеціальна премія Журі              | | за багаторічну плідну діяльність і загальний внесок в розвиток науково-популярної та науково-художньої літератури                                                                                                  |
| 2010 | Андрій Буровський                                                   | Науково-художня книга               | «Наполеон — спаситель России» | «Наполеон — рятівник Росії» |
| 2010 | Олександр Громов, Олександр Малиновський                            | Науково-художня книга               | «Вселенная. Вопросов больше, чем ответов» | «Всесвіт. Питань більше, ніж відповідей» |
| 2010 | Маріус Плужніков, Сергій Рязанцев                                   | Науково-художня книга               | «Среди запахов и звуков. Пять отверстий головы» | «Серед запахів і звуків. П'ять отворів голови» |
| 2010 | Наталія Лісова                                                      | Переклад науково-художньої книги    | Мітіо Каку «Physics of the Impossible» | Мітіо Каку «Фізика неможливого» |
| 2010 | Борис Руденко                                                       | Серія науково-популярних публікацій | за циклы очерков «Наука, искусство, политика» и «Против лженаук» | за цикли нарисів «Наука, мистецтво, політика» і «Проти псевдонаук» |
| 2010 | Фонд Дмитра Зіміна «Династия»                                       | Добірка просвітницької літератури   | | за багаторічну просвітницьку діяльність та видання науково-художніх книг |
| 2010 | Журнал «Элементы»                                                   | Журнал                              | | |
| 2010 | Олександр Єтоєв                                                     | Спеціальна премія Журі              | «Экстремальное книгоедство. Книга-мишень» | «Екстремальне книгопоїдання. Книга-мішень» |
| 2011 | Леонід Вишняцкий                                                    | Науково-художня книга               | «Неандертальцы: история несостоявшегося человечества» | «Неандертальці: історія невдалого людства» |
| 2011 | Ірина Шестова, Олена Кокорєва                                       | Переклад науково-художньої книги    | Бен Голдакр «Bad Science» | Бен Голдакр «Обман в науці» |
| 2011 | Павло Амнуель                                                       | Серія науково-популярних публікацій | Цикл эссе «Фантастическая наука» | Цикл ессе «Фантастична наука» |
| 2011 | Ревека Фрумкіна                                                     | Критика                             | | за серію рецензій на науково-художні та науково-популярні книги, опубліковані в газеті «Троїцький варіант» |
| 2011 | Видавництвво «Век-2»                                                | Добірка просвітницької літератури   | за книги серий «Наука для всех» и «Наука сегодня» | за книги серій «Наука для всіх» і «Наука сьогодні» |
| 2011 | Видавництво «Северо-Запад»                                          | Добірка просвітницької літератури   | за серию книг «Мир вокруг нас» | за серію книг «Світ навколо нас» |
| 2011 | Журнал «Родник знаний»                                              | Журнал                              | | за активне і досить успішне залучення вчених до створення науково-художніх і науково-популярних нарисів і есе |
| 2011 | Юрій Коптєв                                                         | Спеціальна премія Журі              | за кассету брошюр «Рассказы об ЛФТИ» | за касету брошур «Розповіді про ЛФТІ» |
| 2012 | Сергій Якуцені, Андрій Буровський                                   | Науково-художня книга               | «Политическая экология» | «Політична екологія» (за рахунок вільної номінації) |
| 2012 | Сергій Жуков                                                        | Науково-художня книга               | «Стать космонавтом! Субъективная история с обратной связью…» | «Стати космонавтом! Суб'єктивна історія із зворотним зв'язком …» |
| 2012 | Олександр Желєзняков                                                | Науково-художня книга               | Серия книг «Первые в космосе» | Серія книг «Перші у космосі» |
| 2012 | Тетяна Мосолова                                                     | Переклад науково-художньої книги    | Метт Рідлі «The Red Queen: Sex and the Evolution of Human Nature» | Метт Рідлі «Червона Королева: Секс та еволюція людської природи» |
| 2012 | Володимир Сурдін                                                    | Серія науково-популярних публікацій | за цикл очерков «Астрономия и астрофизика в XXI веке. Важнейшие открытия» | за цикл нарисів «Астрономія і астрофізика в XXI столітті. Найважливіші відкриття» |
| 2012 | Володимр Обручев                                                    | Добірка просвітницької літератури   | за редактуру цикла «Человек. Прошлое. Настоящее. Будущее» | за редактуру циклу «Людина. Минуле. Сьогодення. Майбутнє» |
| 2012 | Електронна газета «Троицкий вариант»                                | Журнал                              | | за чотири роки успішної роботи |
| 2012 | Леонід Смирнов                                                      | Спеціальна премія Журі              | «Грибы в вашем саду» | «Гриби в вашому саду» |
| 2013 | Олександр Зубов                                                     | Науково-художня книга               | «Колумбы каменного века. Как заселялась наша планета» | «Колумби кам'яного віку. Як заселялася наша планета» |
| 2013 | Володимир Рєшетніков                                                | Науково-художня книга               | «Почему небо темное. Как устроена Вселенная» | «Чому небо темне. Як влаштований Всесвіт» |
| 2013 | Євгенія Каніщева                                                    | Переклад науково-художньої книги    | Люсі Гокінг і Стівен Гокінг «George's Cosmic Treasure Hunt» | Люсі Гокінґ і Стівен Гокінґ «Джордж і скарби Всесвіту» |
| 2013 | Альфред Щьоголєв                                                    | Серія науково-популярних публікацій | | за серію нарисів про психоаналіз, опублікованих в газеті «Власна думка» |
| 2013 | Тетяна Акулова-Конєцкая                                             | Критика                             | «Эта пристань есть… (Портреты. Размышления. Воспоминания о людях и Писательском доме)» | «Ця пристань є … (Портрети. Роздуми. Спогади про людей і письменницькому будинку)» |
| 2013 | Андрій Ваганов                                                      | Критика                             | «Жанр, который мы потеряли: Очерк истории отечественной научно-популярной литературы» | «Жанр, який ми втратили: Нарис історії вітчизняної науково-популярної літератури» |
| 2013 | Володимир Гопман                                                    | Спеціальна премія Журі              | «Золотая пыль. Фантастическое в английском романе: последняя треть XIX-ХХ вв.» | «Золотий пил. Фантастичне в англійському романі: остання третина XIX-ХХ ст.» |
| 2013 | Павло Амнуель                                                       | Премія «Відновлення справедливості» | за книги «Релятивистская астрофизика сегодня и завтра», «Сверхновые», «Загадки для знатоков», «Небо в рентгеновских лучах», «Звездные корабли воображения», «Далекие маяки Вселенной»                                       | за книги «Релятивістська астрофізика сьогодні і завтра», «Наднові», «Загадки для знавців», «Небо в рентгенівських променях», «Зоряні кораблі уяви», «Далекі маяки Всесвіту»                                        |
| 2014 | Андрій Буровський                                                   | Науково-художня книга               | «Арийцы. Первая энциклопедия „Высшей Расы“» | "Арійці. Перша енциклопедія «Вищої Раси»》 |
| 2014 | В'ячеслав Катамідзе                                                 | Науково-художня книга               | «Тайна Ордена Храма: Исторический детектив» | «Таємниця Ордена Храму: Історичний детектив» |
| 2014 | Анна Статівка                                                       | Переклад науково-художньої книги    | Сет Ллойд «Programming the Universe: A Quantum Computer Scientist Takes On the Cosmos» | Сет Ллойд «Програмуючи Всесвіт: Квантовий комп'ютер та майбутнє науки» |
| 2014 | Михайло Нікітін                                                     | Серія науково-популярних публікацій | за серию очерков «Биогенез», опубликованный в журнале «Химия и жизнь» | за серію нарисів «Біогенез», опублікованих в журналі «Хімія і життя» |
| 2014 | Видавництво «Альпина нон-фикшн»                                     | Добірка просвітницької літератури   | | |
| 2014 | Журнал «Машини та механізми»                                        | Журнал                              | | |
| 2014 | Проблеми еволюції                                                   | Сайт                                | | |
| 2014 | Володимир Мединський                                                | Спеціальна премія Журі              | «Мифы о России»: «О русском воровстве, особом пути и долготерпении» | «Міфи про Росію»: «Про російське злодійство, особливий шлях і довготерпіння» |
| 2014 | Ірина Харєбава                                                      | Спеціальна премія Журі              | за научно-популярную работу-исследование «Велосипедная культура. Путь к здоровью и чистой окружающей среде» | за науково-популярну роботу-дослідження «Велосипедна культура. Шлях до здоров'я і чистого довкілля» |
| 2014 | Борис Чернін                                                        | Батько-засновник Бєляєвської премії | | |
| 2014 | Генадій Черненко                                                    | Премія «Відновлення справедливості» | за научно-художественные книги: «Путешествие в страну роботов», «А все-таки полетим», «Что умеют машины: рассказы об автоматике», «Как роботы работать научились», «Творцы российских наук», «Где вертятся волчки» и другие | за науково-художні книги: «Подорож в країну роботів», «А все-таки полетимо», «Що вміють машини: розповіді про автоматику», «Як роботи працювати навчилися», «Творці російських наук», «Де крутяться дзиги» та інші |
| 2015 | Борис Штерн                                                         | Науково-художня книга               | «Прорыв за край мира. О космологии землян и европиан» | «Прорив за край світу. Про космологію землян і европіан» |
| 2015 | Олена Наймарк                                                       | Переклад науково-художньої книги    | Річард Фортеі «Trilobite! Eyewitness to evolution» | Річард Фортеі «Трилобіти. Свідки еволюції» |
| 2015 | Юлія Наймарк                                                        | Переклад науково-художньої книги    | Річард Фортеі «Trilobite! Eyewitness to evolution» | Річард Фортеі «Трилобіти. Свідки еволюції» |
| 2015 | Микола Караєв                                                       | Переклад науково-художньої книги    | Нассім Ніколас Талеб «Antifragile: Things That Gain from Disorder» | Нассім Ніколас Талеб «Антихрупкість. Як отримати вигоду з хаосу» |
| 2015 | Тім Скоренко                                                        | Серія науково-популярних публікацій | «Занимательные научные опыты и мастер-классы Тима Скоренко» | «Цікаві наукові досліди і майстер-класи Тіма Скоренко» |
| 2015 | Видавництво «Кварта»                                                | Добірка просвітницької літератури   | за издание в 3 томах «Дневников» В. П. Мишина | за видання в 3 томах «Щоденників» В. П. Мішина |
| 2015 | Журнал «В мире науки»                                               | Журнал                              | | |
| 2015 | Віталій Єгоров                                                      | Сайт                                | за блог и сайт «Открытый космос Зелёного кота» | за блог і сайт «Відкритий космос. Зеленого кота» |
| 2015 | Святослав Логінов                                                   | Спеціальна премія Журі              | «Драгоценнее многих» | «Дорогоцінніше багатьох» |
| 2015 | Юлія Андрреєва                                                      | Премія «Відновлення справедливості» | | за серію біографій |
| 2015 | Дмитро Мант                                                         | Премія «Відновлення справедливості» | | за багаторічну працю і за підготовку енциклопедичного довідника «Космос день за днем» з 2001 по 2014 роки |
| 2016 | Олександр Соколов                                                   | Науково-художня книга               | «Мифы об эволюции человека» | «Міфи про еволюцію людини» |
| 2016 | Олег Сивченко                                                       | Переклад науково-художньої книги    | Рей Джаявардхана «Neutrino Hunters», Едвард Осборн Вілсон «The meaning of human existence», Р.Ланца і Б.Берман «Biocentrism. How life creates the universe»                                                                 | Рей Джаявардхана «Мисливці за нейтріно», Едвард Осборн Вілсон «Сенс існування людини», Р.Ланца і Б.Берман «Біоцентризм. Як життя створює Всесвіт»                                                                  |
| 2016 | Станіслав Ломакін                                                   | Переклад науково-художньої книги    | Кіп Торн «The Science of Interstellar» | Кіп Торн «Інтерстеллар: Наука за кадром» |
| 2016 | Лев Боркін                                                          | Серія науково-популярних публікацій | «Гималайский проект» | «Гімалайський проект» |
| 2016 | Манн, Іванов і Фербер                                               | Добірка просвітницької літератури   | «Практическая психология» | «Практична психологія» |
| 2016 | Журнал «Кот Шрёдингера»                                             | Журнал                              | | |
| 2016 | Леонід та Антон Грініни                                             | Спеціальна премія Журі              | «От рубил до нанороботов. Мир на пути к эпохе самоуправляемых систем (история технологий)» | «Від рубів до нанороботів. Світ на шляху до епохи самоврядних систем (історія технологій)» |
| 2016 | Марина Колотіло                                                     | Спеціальна премія Журі              | «Толстовский Дом. Люди и судьбы» | «Толстовський Будинок. Люди і долі» |
| 2016 | Ілля Кисельов                                                       | Спеціальна премія Журі              | «Секреты дома Лазаревых» | «Секрети будинку Лазаревих» |
| 2016 | Кирило Єськов                                                       | Премія «Відновлення справедливості» | «История Земли и жизни на ней» | «Історія Землі і життя на ній» |
| 2017 | Олександр Железняков                                                | Науково-художня книга               | «Космонавты мира» | «Космонавти світу» |
| 2017 | Сергій Попов                                                        | Науково-художня книга               | «Суперобъекты. Звёзды размером с город» | «Супероб'екти. Зірки розміром з місто» (за рахунок вільної номінації) |
| 2017 | Ксенія Єфімова                                                      | Переклад науково-художньої книги    | Николя Жизан «Квантовая случайность. Нелокальность, телепортация и другие квантовые чудеса» | Ніколя Жізан «Квантова випадковість. Нелокального, телепортація і інші квантові чудеса» |
| 2017 | Василь Владімірський                                                | Серія науково-популярних публікацій | за цикл статей «Механизм будущего» в журнале «Машины и механизмы» | за цикл статей «Механізм майбутнього» в журналі «Машины и механизмы» |
| 2017 | Видавництво «Питер»                                                 | Видавництво                         | за серию научно-популярных книг «New Science» | за серію науково-популярних книг «New Science» |
| 2017 | Генеральний директор видавництва «Альпина нон-фикшн» Павло Подкосов | Видавництво                         | | за підготовку та видання науково-популярних книг (за рахунок вільної номінації) |
| 2017 | Журнал «Юный техник»                                                | Журнал                              | | за найцікавішу діяльність протягом року і в зв'язку з 60-річчям видання |
| 2017 | XXII век (22century.ru)                                             | Сайт                                | | за найцікавішу діяльність в попередній період |
| 2017 | Александр Следков                                                   | Спеціальна премія Журі              | «Очерки водолазного дела» (в 7 томах) в связи с завершением многолетнего издания | «Нариси водолазної справи» (в 7 томах) в зв'язку з завершенням багаторічного видання |
| 2017 | Марина Подольська, Рудольф Буруковський                             | Премія «Відновлення справедливості» | «О чём поют ракушки» | «Про що співають мушлі» |
| Курсивом — підстава нагородження без визначення окремого твору. Підкреслено — автор нагороджений посмертно. |                                                                     |                                     | | |